# Simaba trichilioides
Simaba trichilioides là một loài thực vật có hoa trong họ Thanh thất. Loài này được A. St.-Hil. miêu tả khoa học đầu tiên năm 1823.